# Сенат (Византия)
Вижте пояснителната страница за други значения на Синклит.
Византийски сенат или Синклит (на гръцки: Σύγκλητος, Synklētos, или на гръцки: Γερουσία, Gerousia)) е имперски съвет във Византия известен още като Константинополски сенат.
Основната част от сенаторите са граждани и военни сановници, а също и едри поземлени собственици. Когато Константин Велики премества столицата в Константинопол, там са привлечени първо римските сенатори и техните семейства. В ранния период в сената влизат по право титулуваните висши императорски сановници. През IV–V в. броят на сенаторите се увеличава, понеже в сената се приемат и забогатели граждани
Членовете му се наричат синклитики и на брой достигат не по-малко от 1000. В състава на синклита влизат определените в специален списък висши светски и духовни сановници начело с константинополския патриарх, както и лица из средите на столичната аристокрация, които притежават високи титли без да изпълняват определена държавна служба. От хилядите синклитики на практика обикновено се събира само една определена група – най-главните от живеещите в Константинопол представители на управляващата светска и духовна прослойка. Останалите предимно провинциални синклитики се задоволяват с произтичащите от това им звание блага и привилегии и не участват активно в управлението на Византия.
Сенатът е съвещателен орган на василевса, но разполага и с правораздавателни функции. Според Дил  :с. 47 – 8 „законите се създавали от юрисконсулти, просмукани от традициите, които дори при най-простите и неспособните императори... пазели непокътната доктрината и противопоставяли на капризите и ловкостта на монарха установеността на писания закон“.
Почти всички големи служби са в ръцете на сенаторски семейства или, обратно, заемането на такава служба дава достъп до Сената. Той е сборен център на византийската аристокрация и на лицата, заемащи административни длъжности. Те имат свои средства за въздействие върху императора – можели да правят забележки, да изпълняват бавно заповеди, които не одобряват, да противопоставят инертност на буйните капризи и да довеждат императора до покаяние. Когато тиранията му става непоносима, тайно му готвят заместник.